# Gräslikon
Gräslikon ist eine Ortschaft in der Gemeinde Berg am Irchel im Bezirk Andelfingen des Kantons Zürich in der Schweiz. Sie liegt am Fusse des Irchels an der Strasse zwischen Berg am Irchel und Buch am Irchel.

## Geschichte
Gräslikon wurde erstmals auf einer Urkunde vom 25. Mai 1254 als Grassilincon erwähnt. 1276 kam es zu einem urkundlich festgehaltenem Flurstreit mit Buch, in dem von den Gräslikern die Rede ist, die somit ein Gemeinwerk besassen, womit man schon damals von einer organisierten Gemeinde ausgehen kann. 1798, nach der helvetischen Revolution, wurde die Ortschaft der Gemeinde Buch am Irchel einverleibt. Doch damit war man in Gräslikon nicht einverstanden und man kämpfte für einen Anschluss an Berg. 1845 wurde Gräslikon eine Zivilgemeinde und 1855 wurde sie, nachdem die Gemeinde Berg vorerst abgelehnt hatte, ebendieser zugeschlagen. Mit der neuen Kantonsverfassung wurde die Zivilgemeinde Gräslikon per Anfang 2010 aufgehoben.